# Pèrfida Albió
La Pèrfida Albió va ser fins a l'Entente cordiale una expressió despectiva que designava sovint Anglaterra i, per extensió, la Gran Bretanya i el Regne Unit, és a dir, l'Albió dels antics grecs i romans.
Al diari Le Monde, Marc Roche, corresponsal a Londres d'aquest diari, esmenta l'ús d'aquesta expressió per part de Bossuet el segle xvii.